# Palikuća
Palikuća (Servisch cyrillisch Паликућа) is een plaats in de Servische gemeente Leskovac. De plaats telt 387 inwoners (2002).